# حركة ممسحة الديمقراطية - كينيا
حركة ممسحة الديمقراطية - كينيا هو حزب سياسي في كينيا، نشأ نتيجة للاستفتاء الدستوري الكيني لعام 2005. يرأسه كالونزو موسيوكا، الذي ترشح للرئاسة في عام 2007 وشغل منصب نائب الرئيس في الائتلاف الكبير بين مواي كيباكي ورايلا أودينجا. وهو الآن عضو في المعارضة الرئيسية التحالف الوطني الممتاز.

## انتخابات 2007
تم إنشاء حركة ممسحة الديمقراطية الحالية كنتيجة للانقسام بين كالونزو موسيوكا ورايلا أودينجا في منتصف أغسطس 2007. اشترت مجموعة رايلا، التي ضمت أيضًا موساليا مودافادي وويليام روتو وجوزيف نياجه ونجيب بالالا، الحزب الأصلي من موغامبي إيمانيارا، بينما بقيت مجموعة كالونزو، المكونة من نفسه والدكتورة جوليا أوجيامبو، في قوقعة الحزب. أجرى الفصيلان انتخاباتهما لمرشح الرئاسة في أيام متتالية في مجمع كاساراني الرياضي في نيروبي. في 31 أغسطس 2007، هزم كالونزو موسيوكا جوليا أوجيامبو للحصول على تذكرة الحزب. في الأول من سبتمبر، تم اختيار رايلا أودينجا كمرشح رئاسي عن الحزب. واجه رايلا وكالونزو الرئيس كيباكي في الانتخابات العامة. احتل كالونزو المركز الثالث، لكن في يناير 2008 أصبح نائب رئيس كينيا تحت حكم كيباكي، الذي تنازع رايلا أودينجا والحزب على فوزه. في أعقاب الأزمة الكينية 2007-2008، التي أسفرت عن خسائر كبيرة في الأرواح، تم تشكيل حكومة وحدة وطنية بين حزب كيباكي وحزب أودينجا، مع احتفاظ موسيوكا بمنصبه كنائب للرئيس. حتى الآن، موسيوكا هو واحد من اثنين من سياسيي حركة ممسحة الديمقراطية في مجلس الوزراء، مع موتولا كيلونزو وزيراً للعدل والشؤون الدستورية، حيث لم يتلق فصيله سوى القليل من الدعم في الانتخابات البرلمانية.

## قانون الأحزاب السياسية
في ديسمبر 2008، أجرت حركة ممسحة الديمقراطية انتخابات حزبية للامتثال لقانون الأحزاب السياسية الذي تم تمريره مؤخرًا.

## الانتخابات العامة 2013
في منتصف عام 2011، غير الحزب ألوانه ورمزه من أجل تمييز نفسه عن حزب الحركة الديمقراطية البرتقالية بزعامة رايلا أودينجا، وكان يُعتقد أنه مكون مركزي في تحالف سياسي مقترح يهدف إلى تقديم جبهة موحدة ضد رايلا في الانتخابات العامة لعام 2013. ومع ذلك، في ديسمبر 2012 أصبح واحدًا من ثلاثة أحزاب سياسية لدعم طموحات أودينجا الرئاسية التي ستنتهي قريبًا.

## الانتخابات العامة 2017
دخلت الحركة في ائتلاف مع الحركة الديمقراطية البرتقالية وحزب المؤتمر الوطني الأفريقي في كينيا لتشكيل التحالف الوطني الممتاز في الفترة التي تسبق الانتخابات الرئاسية لعام 2017.
ومثل عام 2013، حصل الحزب على تذكرة نائب الرئيس لما كانت آخر مشاركة لرايلا أودينجا في الانتخابات الرئاسية الكينية. خسر التحالف أمام حزب اليوبيل في انتخابات 8 أغسطس 2017 ونجح في تقديم التماس إلى المحكمة العليا لإلغاء النتائج.
أيد الحزب المقاطعة في الانتخابات الرئاسية المعادة في 26 أكتوبر 2017، والتي عقدت خلال عيد ميلاد الرئيس الحالي أوهورو كينياتا.
وشهدت المقاطعة رفض أكثر من 12 مليون ناخب التصويت فيما وصفته المعارضة بانتخابات مسبقة.
رفض زعيم الحزب الحضور يوم 30 يناير لأداء اليمين في حفل تنصيب الرئيس رايلا أودينجا.

## روابط خارجية
- بيان 2007
- المرشحون البرلمانيون 2007